# 13129 Poseidonios
A 13129 Poseidonios (ideiglenes jelöléssel (13129) 1994 PC29) a Naprendszer kisbolygóövében található aszteroida. Eric Walter Elst fedezte fel 1994. augusztus 12-én.